# العطاوية الشعبية
 العطاوية الشعبية (بالإنجليزية: LAATTAOUIA ECH-CHAYBIA)‏ هي جماعة قروية تابعة لإقليم قلعة السراغنة ضمن جهة مراكش تانسيفت الحوز بالمغرب. بلغ مجموع عدد سكان  العطاوية الشعبية حسب إحصاءات 2004 حوالي 3890 نسمة يعيشون في 673 أسرة.

## إحصاء عام
| السنة | عدد السكان | عدد الأسر | عدد الأجانب |
| ----- | ---------- | --------- | ----------- |
| 1994  | 3040       | 447       | °°°°        |
| 2004  | 3890       | 673       | 0           |